# 凝乳糖
凝乳糖是一種由凝乳製作的零食，主要流行在波羅的海三國，類似凝乳糖的零食則廣泛流行在前蘇聯國家、歐洲和中東。凝乳糖的主要原料是新鮮的凝乳和砂糖等甜味劑。一般凝乳糖大小為5（2.0英寸）。由於在高溫之下會融化，凝乳糖經常冷卻後食用。